# Foveoleberis brevirostris
Foveoleberis brevirostris is een mosselkreeftjessoort uit de familie van de Xestoleberididae.